# Nim Kirke
Nim Kirke kirke ligger små 10 km nordvest for Horsens i det tidligere Nim Herred, Skanderborg Amt, nu Horsens Kommune, Region Midtjylland. Kirken deler præst med Underup og Føvling Kirker.
Kor og skib er opført i romansk tid af granitkvadre over skråkantsokkel. De retkantede døre er bevaret, norddøren i tilmuret tilstand. Tårn og våbenhus stammer fra sengotisk tid men er noget omdannet. I våbenhuset ses en figurgravsten over Christopher Holgersen (død 1622) og hustru. Christoffer Holgersen var uægte barn af Holger Ottesen Rosenkrantz til Boller.
Kor og skib har flade lofter. Korbuen er bevaret med kragbånd, der prydes af dobbelte tovstave og løver på enderne mod skibet. Alterbordet dækkes af et renæssancepanel. Den gamle altertavle med maleri fra 1837 af A. Schumann fra Horsens blev genopstillet på alteret i 1959 som afløsning for en altertavle fra 1907 med en kopi efter Bloch, denne altertavle er nu ophængt i tårnrummet. Prædikestolen er et renæssancearbejde med årstallet 1614, som dog næppe er oprindeligt, øverst ses våben for Christopher Holgersen og hustru. På nordvæggen ses et sengotisk korbuekrucifiks.
Den romanske granitdøbefont har løver og bladværk i lavt relief.

## Eksterne kilder og henvisninger
- Wikimedia Commons har flere filer relateret til Nim Kirke
- Nim Kirke i bogværket Danmarks Kirker (udg. af Nationalmuseet)
- Nim Kirke - korttilkirken.dk
- Nim Kirke Arkiveret 4. marts 2016 hos  Wayback Machine - nordenskirker.dk